# Sint-Lambertuskerk (Nossegem)

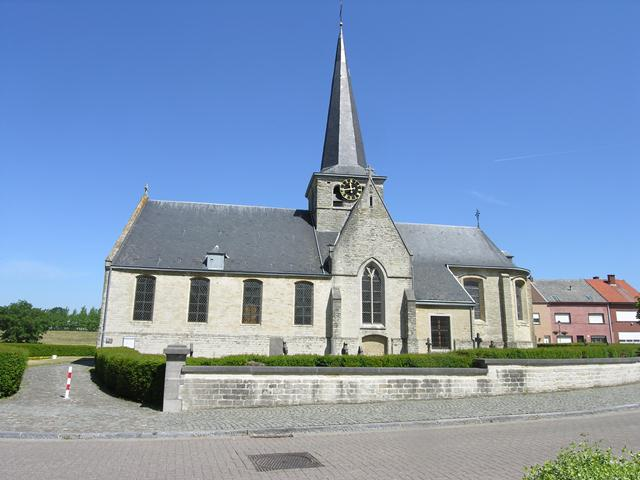
Sint-Lambertuskerk

De Sint-Lambertuskerk is de parochiekerk van de tot de Vlaams-Brabantse gemeente Zaventem behorende plaats Nossegem, gelegen aan de Sint-Lambertusstraat 26.

## Geschiedenis
Al in de 9e eeuw zou er sprake zijn van een hofkerk in Nossegem. In 1110 kwam het patronaatsrecht in bezit van de Abdij van Kortenberg.
De huidige kerk heeft een 13e-eeuwse toren en het transept zou omstreeks 1300 zijn gebouwd. Omstreeks 1600 werd de toren verhoogd en in 1615 bouwde men de noordelijke zijbeuk. In 1733 kreeg de westelijke ingang een classicistische omlijsting. In 1766 richtte men de zuidelijke zijbeuk op. Het in verval geraakte koor werd in 1745 afgebroken en vervangen door een nieuw en groter koor.

## Gebouw
Het betreft een driebeukige kruiskerk met ingebouwde vieringtoren welke voorzien is van een hoge spits. Het koor heeft een halfronde sluiting. De kerk is opgetrokken in Lediaanse steen.
De kerk wordt omringd door een kerkhof.

## Interieur
Een schilderij uit 1629, voorstellende de Bewening van Christus, wordt toegeschreven aan Jan van den Hoecke. Uit de 17e eeuw is een doek dat de Bespotting van Jezus verbeeldt. Uit 1682 is een altaarstuk Onze-Lieve-Vrouw als voorspreekster, vervaardigd door Jaak Van Dries.
De kerk bezit diverse heiligenbeelden uit de 17e eeuw.
Het hoofdaltaar is het vroegere noordelijke zijaltaar, gewijd aan Onze-Lieve-Vrouw (1710). In 1682 werd het zuidelijk zijaltaar vervaardigd. Het doopvont is van 1647 en het orgel van 1797, vervaardigd door Adrien Rochet voor de kerk van Humelgem. In 1815 werd het naar Nossegem overgebracht.